# Cal Mas (Santa Maria d'Oló)
Cal Mas és una obra de Santa Maria d'Oló (Moianès) inclosa a l'Inventari del Patrimoni Arquitectònic de Catalunya.

## Descripció
Es tracta d'un casal amb estructura de masia, amb barri inclòs, situada en un extrem del nucli del poble. Té dos accessos: pel cantó nord (que dona al carrer i que manté la tipologia de casa de poble de 2 plantes) i pel cantó de llevant (que manté totes les característiques d'una casa de pagès de 3 plantes). La coberta és a doble vessant, irregular, amb el carener perpendicular a aquesta façana. Els baixos queden centrats per un portal de mig punt adovellat amb grans carreus. Part dels baixos són porxats. A l'habitatge, la finestra principal ha estat transformada en un ampli balcó. Les altres dues obertures són també adovellades amb grans carreus. Al cantó de migdia un contrafort protegeix la casa del cingle. La asimetria de la façana de ponent fa pensar en un nucli inicial quadrat al que s'ha afegit la porxada.

## Història
La casa consta en el fogatge de 1515. L'estructura del mas té poc d'aquest moment i es deu sobretot a reformes efectuades al XVII- XVIII en el moment de consolidació del poble en un extrem de la carena. És curiós que s'hagi mantingut la tipologia de casa de pages quan el que predominen són les petites cases rectangulars de dues plantes... les reformes del segle xviii venen confirmades per les llindes de 1724 i 1753.